# Каборе, Карим
Карим Каборе (фр. Karim Kaboré; род. 16 декабря 1967, Зорго, Центральное Плато) — буркинийский шоссейный велогонщик. Чемпион Буркина-Фасо.

## Карьера
Карим Каборе начал заниматься велоспортом в 1987 году в Association Sportive du Faso. С 1992 года постоянный участник Тур дю Фасо.  В 1999 году стал чемпион Буркина-Фасо в групповой гонке. В следующем, 2000 году, ему не удалось сохранить свой титул, заняв второе место.
Отметился победами на этапе Тура Мали в 2004 году, и Букль дю Котон в 2005 году.

## Достижения
1999
 Чемпион Буркина-Фасо — групповая гонка
2000
2-й на Чемпионат Буркина-Фасо — групповая гонка
2004
1-й этап на Тур Мали
2005
3-й этап на Букль дю Котон

## Рейтинги
| Год                 | 2005 |
| ------------------- | ---- |
| Африканский тур UCI | 45-й |
|                     |      |
| Источник: UCI       |      |